# Carex glauciformis
Carex glauciformis är en halvgräsart som beskrevs av Karl Friedrich Meinshausen. Carex glauciformis ingår i släktet starrar, och familjen halvgräs. Inga underarter finns listade i Catalogue of Life.